# Judith Light
Judith Ellen Light (Trenton, New Jersey, 9 februari 1949) is een Amerikaanse actrice. Zij is het bekendst als Angela Bower in de komedie Who's the Boss? en meer recent als Claire Meade in Ugly Betty.
Light studeerde in 1971 af aan de Carnegie Mellon University waarna ze aan het toneel ging. Ze maakte haar debuut in Richard III op het California Shakespeare Festival in 1970. Daarna maakte ze haar Broadwaydebuut in A Doll's House in 1975.
In de Amerikaanse soap One Life to Live nam ze de rol van Karen Wolek over. Ze won hiermee in 1980 en 1981 de Daytime Emmy Awards. Hierdoor kreeg ze de rol van Angela Bower in de komedie Who's the Boss. Die serie liep acht seizoenen, van 1984 tot 1992. In de jaren 90 hield Light zich bezig met televisiefilms. Vanaf 2002 speelt ze als terugkerende gastrol rechter Elizabeth Donnelly in Law & Order: Special Victims Unit.
In de komedieserie Ugly Betty (2006-2008) speelde ze de rol van Claire Meade, de moeder van Daniel en Alexis. In het eerste seizoen was dit nog een gastrol, vanaf het tweede seizoen een hoofdrol. Dit leverde haar ook haar eerste nominatie voor een Emmy Award op. In 2013 en 2014 speelde ze in 18 afleveringen van Dallas. Tussen 2014 en 2019 speelde ze ook in Transparent. In 2019 dook ze in de laatste afleveringen van het eerste seizoen van The Politician op, waar ze de senator Dede Standish speelde, in het tweede seizoen was haar rol een hoofdrol.
In 2019 kreeg Light voor haar theaterwerk een ster op de Hollywood Walk of Fame.
Light is sinds 1985 getrouwd met acteur Robert Desiderio, haar collega van One Life to Live.

## Filmografie
- Kojak (televisieserie) - Laetitia 'Tish' Palmerance (afl. Monkey on a String, 1977)
- One Life to Live (televisieserie) - Karen Wolek #3 (afl. onbekend, 1977-1983)
- Intimate Agony (televisiefilm, 1983) - Marsha
- St. Elsewhere (televisieserie) - Barbara Lonnicker (afl. Dog Day Hospital, 1983)
- Family Ties (televisieserie) - Stacey Hughes (afl. Not an Affair to Remember, 1983)
- Remington Steele (televisieserie) - Clarissa Custer (afl. Dreams of Steele, 1984)
- Stamp of a Killer (televisiefilm, 1987) - Cathy Proctor
- The Ryan White Story (televisiefilm, 1989) - Jeanne White
- My Boyfriend's Back (televisiefilm, 1989) - Vickie Vine
- In Defense of a Married Man (televisiefilm, 1990) - Laura Simmons
- Wife, Mother, Murderer (televisiefilm, 1991) - Marie Hilley/Robbi/Teri
- Who's the Boss? (televisieserie) - Angela Bower (190 afl., 1984-1992)
- Men Don't Tell (televisiefilm, 1993) - Laura MacAffrey
- Phenom (televisieserie) - Dianne Doolan (afl. onbekend, 1993)
- Betrayal of Trust (televisiefilm, 1994) - Barbara Noël
- Against Their Will: Women in Prison (televisiefilm, 1994) - Alice Needham
- Lady Killer (televisiefilm, 1995) - Janice Mitchell
- A Husband, a Wife and a Lover (televisiefilm, 1996) - Lisa McKeever
- Duckman: Private Dick/Family Man (televisieserie) - Ursula Bacon 'Honey' Chicken (afl. They Craved Duckman's Brain!, 1996, stem|Cock Tales for Four, 1996, stem)
- Murder at My Door (televisiefilm, 1996) - Irene McNair
- A Step Toward Tomorrow (televisiefilm, 1996) - Anna Lerner
- Too Close to Home (televisiefilm, 1997) - Diana Donahue
- The Simple Life (televisieserie) - Sara Campbell (afl. onbekend, 1998)
- Carriers (televisiefilm, 1998) - Maj. Carmen Travis
- The American Experience (televisieserie) - Vertelster (afl. The Wizard of Photography: The Story of George Eastman, 2000)
- Joseph: King of Dreams (dvd, 2000) - Zuleika (Stem)
- Born in Brooklyn (televisiefilm, 2001) - Rol onbekend
- Spin City (televisieserie) - Christine (afl. O Mother, Where Art Thou?,
- The Stones (televisieserie) - Barbara Stone (6 afl. 2004)
- Ira and Abby (2006) - Arlene Black
- A Broken Sole (2006) - Hilary
- Twenty Good Years (televisieserie) - Gina (afl. Pilot, 2006|Jeffrey's Choice, 2006)
- Save Me (2007) - Gayle
- Law & Order: Special Victims Unit (televisieserie) - Rechter Elizabeth Donnelly (20 afl., 2002-2010)
- Ugly Betty (televisieserie) - Claire Meade (22 afl., 2006-2008)
- Dallas (televisieserie) - Judith Ryland (14 afl., 2012-heden)
- The Politician (Netflix serie) - Dede Standish (seizoen 1, afl 8 - seizoen 2, 7 afleveringen - 2019-2020)
- Tick, Tick... Boom! (2021) - Rosa Stevens
- The Menu (2022) - Anne
- Out of My Mind (2024) - Mrs. V

- Bibliothèque nationale de France: cb14199378p (data)
- Gemeinsame Normdatei: 141255013
- International Standard Name Identifier: 0000 0000 7840 5279
- Library of Congress Control Number: no99015158
- Système universitaire de documentation: 131453432
- Virtual International Authority File: 39587305
- WorldCat: E39PBJqfK7CTdKvYBtpXyVkMT3